# Borszörcsök
Borszörcsök (vyslovováno [borserček]) je vesnice v Maďarsku v župě Veszprém, spadající pod okres Devecser. Nachází se asi 3 km severozápadně od Devecseru. V roce 2015 zde žilo 360 obyvatel. Dle údajů z roku 2011 tvoří 95,8 % obyvatelstva Maďaři a 17,4 % Romové, přičemž 4,2 % obyvatel se k národnosti nevyjádřilo.
Sousedními vesnicemi jsou Doba, Iszkáz, Somlójenő, Somlószőllős, Somlóvásárhely a Tüskevár, sousedním městem Devecser.